# Palacio Huerto Ruano
El palacio Huerto Ruano se encuentra situado en Lorca (Región de Murcia, España), en la Avenida Juan Carlos I y es, en la actualidad, propiedad municipal. Se declaró Bien de Interés Cultural en 1993. Se utiliza como museo y para exposiciones.

## Historia

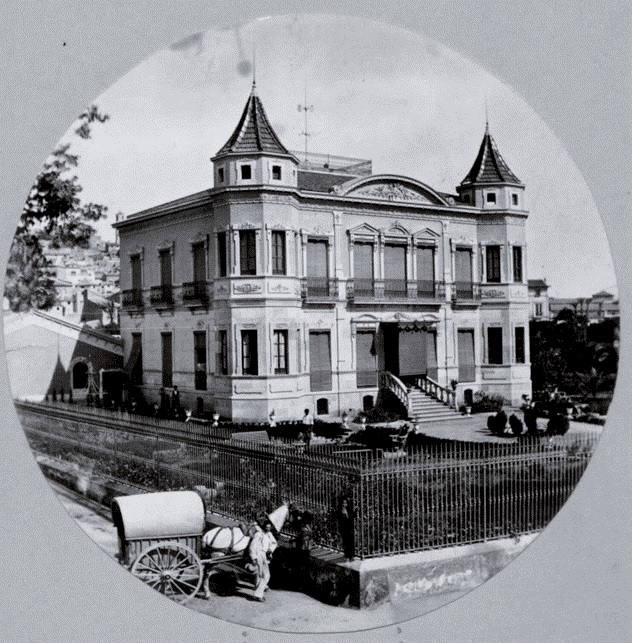
Huerto Ruano hacia el año 1885

Esta villa urbana fue mandada erigir por Raimundo Ruano Blázquez, político y acaudalado hombre de negocios que había pasado un tiempo de su juventud en Edimburgo dirigiendo la casa comercial de su padre. El lugar elegido para su construcción se localizaba en la entonces Alameda de Espartero, actual Avenida Juan Carlos I, vía abierta poco tiempo antes que iba a acoger en aquel tiempo las viviendas familiares de miembros destacados de la sociedad lorquina.
En 1877 se mandó levantar este hermoso palacete, cuyo proyecto diseñó el arquitecto lorquino Francisco Navarro Alcaraz. Mientras que la construcción fue dirigida por el maestro de obras Juan Gil. Las obras se concluyeron en 1879, aunque las decoraciones interiores no concluyeron hasta el año 1890. Su estilo corresponde a un eclecticismo muy acorde con la línea general europea de esta época de la Restauración, con un sabor netamente clasicista en la distribución coherente y armónica de su fachada.

### Propietarios posteriores
Por el año 1903 se ubica en el palacio Ruano la nueva sucursal del Banco de Cartagena, afecto a los intereses mineros y políticos de la familia Romanones –Raimundo Ruano había militado en el mismo Partido Liberal representando a Lorca en las Cortes en 1897-1899 – hasta que en 1917 el edificio es vendido a Simón Mellado Benítez, quien fuera alcalde de Lorca, y con posterioridad lo adquiere la familia Cachá. 
En 1925, el arquitecto modernista de Cartagena Víctor Beltrí dirigió la reforma del edificio que le proporcionó una nueva configuración.
En la década de los años 1980 el Ayuntamiento hizo diligencias para que en este inmueble quedara instalado el futuro Museo de Lorca y se inició el expediente para su declaración como Monumento Histórico-Artístico. 
Finalmente, en 1993 el Huerto Ruano fue declarado Bien de Interés Cultural, y en 1996 lo compró la Corporación Municipal, lo que evitó un proceso de progresivo deterioro, preservando y enriqueciendo así el patrimonio de la ciudad de Lorca. Restauradas felizmente las pinturas de Guimbarda en el Taller de Restauración Municipal, y tras una profunda actuación arquitectónica y de recuperación de demás elementos ornamentales, el edificio va a acoger la sede del Instituto Universitario Propio de Estudios Fiscales y Financieros de la Universidad de Murcia.

## Arquitectura
El edificio presenta planta cuadrada y dos pisos en altura. En los extremos del cuerpo central de la casa se sitúan dos torres de planta poligonal cubiertas por chapitel. El cuerpo central está rematado por una cornisa sobre la que aparece frontón curvo decorado con relieves. Estos representan la figura de un angelote que descansa sobre una serie de decoraciones vegetales.
La fachada de la planta baja está realizada en sillería, mientras que en la planta superior aparece la mampostería, con un enfoscado que simula el uso de ladrillos.
La planta baja presenta grandes ventanales adintelados, decorados con relieves florales. Flanqueando la puerta principal encontramos dos de estos ventanales, decorados con molduras y rematados por frontón curvo. Estos se encuentran separados del resto por dos pilastras adosadas al muro, pilastras que se prolongan en el piso superior aunque con diferente decoración. A la puerta principal se llega a través de una escalinata de mármol con balaustrada. La puerta adintelada presenta una decoración similar a los ventanales que la flanquean, aunque en este caso el frontón que la corona tiene forma triangular. Este piso queda separado del superior mediante una moldura que recorre toda la fachada.
En el piso superior se sitúa un gran balcón central realizado en forja que cierra tres ventanales. Estas ventanas están adinteladas y decoradas con frontones. Estos frontones tienen forma triangular en las ventanas de los extremos y semicircular en la central. A ambos lados de este conjunto existen otros dos balcones, similares al anterior, pero de menor tamaño. En este caso las ventanas están rematadas por una moldura decorada con relieves florales. El gran balcón central está separado de los laterales por dos pilastras adosadas al muro, decoradas con estriaciones, y coronadas por relieves florales. La parte superior de la fachada, bajo la cornisa, está ornamentada por un friso corrido con relieves florales y vegetales.
Las torres que flanquean el cuerpo central del edificio presentan planta poligonal y tres pisos en altura, coronados por chapitel. La decoración de los dos primeros pisos es la misma que la del cuerpo central. El último piso está compuesto por un ático de escasas dimensiones, en cuyo muro se abren pequeñas ventanas adinteladas de forma cuadrangular.
El interior cuenta con una amplia escalera imperial con barandillas realizas en bronce y balaustradas de cristal diseñada por Víctor Beltrí y procedentes de la conocida fábrica Valarino de Cartagena. Tanto la entrada como la caja de la escalera están decoradas con pinturas de Wssel de Guimbarda, que representan alegorías de las Artes y las Cuatro Estaciones. El edificio cuenta también con salones destacados como la Sala de Baile, situada en la planta superior, o el Salón de Reuniones de estilo neonazarita, cuya decoración cuenta con arcos de herradura, arcos polilobulados, azulejería, yeserías policromadas, etc.
En el exterior, el inmueble está rodeado de una verja de hierro, con una puerta entre dos pilares de cantería que, antiguamente, sustentaban las esculturas de la Industria y la Agricultura. El jardín de la entrada, planificado como espacio lúdico y social, poseía en su centro un pequeño estanque coronado por una escultura en piedra de un niño jugando con una oca, del tallista lorquino Juan Dimas Morales, y que en hoy en día tampoco se conserva. Actualmente el jardín dispone de tres fuentes fuentes circulares, una frente a la entrada principal y una a cada lado de la fachada, frente a los torreones.